# Vrh (Czarnogóra)
Vrh (cyr. Врх) – wieś w Czarnogórze, w gminie Bijelo Polje. W 2011 roku liczyła 34 mieszkańców.